# Villamanrique de la Condesa
Villamanrique de la Condesa je město ležící v provincii Sevilla ve Španělsku.
V roce 2018 mělo město 4 478 obyvatel.
Za Alexandra II. Karađorđeviće se tu provdala dne 1. července 1972 Maria da Glória, vévodkyně ze Segorbe.

## Partnerská města
- Saintes-Maries-de-la-Mer, Francie